# Apanteles aidalopezae
Apanteles aidalopezae (лат.) — вид мелких наездников рода Apanteles из подсемейства Microgastrinae семейства бракониды (Braconidae). Обнаружены в Центральной Америке: Коста-Рика (Alajuela).

## Описание
Мелкого размера перепончатокрылые насекомые: длина тела около 2,3 мм, длина переднего крыла около 2,5 мм. Основная окраска тёмно-коричневая. Коготки лапок простые. Соотношение длины и ширины птеростигмы: 2,6-3,0. Паразитируют на молевидных бабочках из семейства Огнёвки-травянки (Crambidae), Omiodes cuniculalis, Prenesta. Вид был впервые описан в 2014 году канадским энтомологом Хосе Фернандес-Триана (Jose L. Fernández-Triana; Department of Integrative Biology and the Biodiversity Institute of Ontario, Университет Гелфа, Гелф, Онтарио, Канада) и назван в честь Аиды Лопес (Aida López; Programa del Comedor Santa Rosa)
.